# 고의식파
고의식파(古儀式派, 러시아어: старообрядчество) 혹은 구교도(舊敎徒)는 17세기 중반 러시아 총대주교 니콘의 동방 정교회 개혁에 반대하여 러시아 정교회로부터 분리되어 나온 기독교 종파이다. 고의식파라는 명칭은 개혁 이전의 본래 예식과 의식을 고수한다는 의미를 가지고 있다. 정교회로부터 분리되었다는 의미로 분리파(러시아어: раскольники)라고도 불리나, 이는 멸칭의 어감이 있다.
1653년 러시아 황제가 임명한 모스크바 총대주교 니콘이 십자성호를 비롯한 러시아 정교의 여러 의식을 그리스 교회식으로 바꾸라고 명한 것에 대해, 많은 정교도들은 원래의 예식을 고수하며 강력히 항의하였다. 이로써 러시아 정교회는 국교회를 따르는 신교도와 고의식을 지킨 구교도(고의식파)로 분리되었고, 전통을 고수하던 고의식파는 박해의 대상이 되기 시작했다. 1666~67년의 시노드에서 이들은 그들의 의식과 함께 파문(anathema)에 처해졌다. 이들은 이후 재성직자파, 부재성직자파, 두호보르파 등 여러 분파로 갈라져 현대까지도 명맥을 이어오고 있다.

## 같이 보기
- 러시아 자치 정교회
- 러시아 고 정교회
- 러시아 정교 고의식파 교회
- 러시아 정교회